# Pteruthius intermedius
A Pteruthius intermedius a madarak osztályának verébalakúak (Passeriformes) rendjébe és a lombgébicsfélék (Vireonidae) családjába tartozó faj.

## Rendszerezése
A fajt Allan Octavian Hume skót ornitológus írta le 1877-ben, az Allotrius nembe Allotrius intermedius néven. Szerepelt a Pteruthius aenobarbus alfajaként Pteruthius aenobarbus intermedius néven is.

## Alfajai
- Pteruthius intermedius aenobarbulus Koelz, 1954
- Pteruthius intermedius intermedius (Hume, 1877)[2]

## Előfordulása
Dél- és Délkelet-Ázsiában, Kína, India, Mianmar, Thaiföld, Laosz és Vietnám területén honos.